# Груздова, Мария Сергеевна
Мария Сергеевна Груздова (род. 1 мая 2005, Старый Оскол, Белгородская область) — российская тяжелоатлетка. Двукратная чемпионка России 2024 и 2025 годов, призёр чемпионатов России 2022 и 2023 годов. Мастер спорта России международного класса (2025). 

## Биография
Мария Сергеевна Груздова родилась 1 мая 2005 года в городе Старом Осколе Белгородской области, ныне город — административный центр Старооскольского городского округа той же области.
Тяжёлой атлетикой занимается с 11 лет. Первым в этот вид спорта пришёл её старший брат Эдуард, которому физические упражнения для похудения порекомендовали врачи, а Мария – за ним, с разницей в три дня. В ту же секцию ходит и младший брат Кирилл.
Представляет Белгородскую и Курганскую области на соревнованиях по тяжёлой атлетике. Тренируется в ГАУ «ЦСПиПСМ КО» МБУ СШОР «Молодость» города Старый Оскол Белгородской области.
После окончания с отличием девяти классов школы поступила в ОГАПОУ «Старооскольский педагогический колледж» на специальность «адаптивная физическая культура».
В сентябре 2020 года присвоено звание «Мастер спорта России». В январе 2025 года присвоена звание «Мастер спорта России международного класса».
На чемпионате России по тяжёлой атлетике 2022 года, который состоялся в Хабаровске, Груздова впервые в карьере завоевала бронзовую медаль чемпионата страны в категории до 76 кг с общим весом на штанге по сумме двух упражнений 211 килограммов.
С 21 по 29 апреля 2023 года в городах Каракас и Ла-Гуайра (Венесуэла) проходили V Боливарианские игры АЛБА (Боливарианского альянса для Америк). В составе сборной России выступила спортсменка Государственного автономного учреждения «Центр спортивной подготовки и проведения спортивных мероприятий Курганской области» Мария Груздова. В весовой категории до 81 кг подопечная шадринского тренера Юрия Боровских завоевала серебряную медаль, набрав в двоеборье сумму 229 кг.
На чемпионате России по тяжёлой атлетике 2023 года, который состоялся в Новом Уренгое, Мария завоевала серебряную медаль чемпионата страны в категории до 81 кг с общим весом на штанге по сумме двух упражнений 227 килограммов.
В июле 2024 года на чемпионате России в Новосибирске в категории до 81 кг стала чемпионкой с результатом 240 кг по сумме двух упражнений.
В апреле 2025 года в статусе нейтрального спортсмена приняла участие в чемпионате Европы, который состоялся в Кишинёве. В весовой категории до 81 кг Мария заняла итоговое четвёртое место с результатом 235 кг.
На чемпионате России 2025 года в Санкт-Петербурге в категории до 81 кг завоевала чемпионский титул, зафиксировав сумму 225 кг. В отдельных упражнениях также стала победительницей. 

## Награды и звания
- Мастер спорта России, 30 сентября 2020 года[6]

## Основные результаты
| Год  | Соревнования     | Место проведения | Весовая категория | Рывок, кг | Толчок, кг | Сумма, кг | Место |
| ---- | ---------------- | ---------------- | ----------------- | --------- | ---------- | --------- | ----- |
| 2022 | Чемпионат России | Хабаровск        | до 76 кг          | 93        | 118        | 211       | 3     |
| 2023 | Чемпионат России | Новый Уренгой    | до 81 кг          | 100       | 127        | 227       | 2     |
| 2024 | Чемпионат России | Новосибирск      | до 81 кг          | 105       | 135        | 240       | 1     |
| 2025 | Чемпионат России | Санкт-Петербург  | до 81 кг          | 100       | 125        | 225       | 1     |